# Lézan
Lézan là một xã trong tỉnh Gard thuộc vùng Occitanie, phía nam nước Pháp. Xã Lézan nằm ở khu vực có độ cao trung bình 120 mét trên mực nước biển.